# Ratus
Ne pas confondre avec le genre de muridés rattus (ou rat)
Ratus, également appelé Ratus Poche, est une série de livres-jeux conçue comme méthode d'apprentissage de la lecture comprise entre CP et CM2. Elle contient des énigmes pour chaque histoire, et est éditée par les éditions Hatier.

## Histoire
Le personnage de Ratus a été créé en 1985 par Jeanine et Jean Guion. Dès lors, ils conçoivent, dans le cadre d'une méthode, des « petits romans » que des enfants peuvent lire seuls. Avant la création de Ratus, les Guion écrivaient ensemble leurs premières histoires pour enfants en 1972.
La méthode Ratus en quatre niveaux (niveau 1 à 4) est composée de différents outils, dont des manuels, des cahiers de travaux ou des livres. Les histoires sont articulées autour d'un rat anthropomorphe vert dénommé Ratus. Elle est écrite par le couple Guion, et illustrée par Olivier Vogel. Pour Myriam Gau, présidente du centre francophone de Pittsburgh aux États-Unis, « la méthode Ratus et ses amis est excellente pour donner envie aux enfants d’apprendre à lire. Elle est bien faite, agréable pour les parents comme pour les enfants car ils aiment beaucoup les histoires marrantes de Ratus et de ses compagnons, et si on est motivé en tant que tuteur c’est l’occasion d’en faire un moment agréable avec eux. »
En 2015, le site web officiel ratus.com est mis à jour. En 2021, le site web est hors-ligne.

## Personnages
Ratus est un rat anthropomorphe vert et personnage principal à la tenue rebelle (jeans et t-shirt bleu). Celle des histoires qui est chronologiquement la première raconte qu'il était gris à l'origine mais est devenu vert en volant et dévorant l'entièreté d'une récolte d'olives vertes appartenant à son voisin, le chat Belo.
Parmi les personnages secondaires, on compte une famille de chats : Marou (chat turquoise) et Mina (chat rose) sont frères et sœurs et vivent avec leur grand-père Belo, un chat bleu en salopette. Tous sont voisins de Ratus. Victor, un chien orange et musclé, est l'ami et voisin de Belo. On compte aussi Mamie Ratus, une rate grise en robe violette, grand-mère de Ratus. Ainsi que Jeanette, la maîtresse d'école, et Ralette, une rate blonde, personnage principal de certains livres de la collection Ratus Poche.

## Parutions
- 1988 : Ratus découvre les livres CE1, Livre de lecture[5]
- 1993 : Ratus et ses amis CP, Guide pédagogique[6]
- 1994 : Ratus et ses amis CP - Manuel de l'élève
- 1994 : Ratus découvre les livres CE1, Cahier de lecture
- 1995 : Ratus et ses amis CP, Cahier de lecture
- 1997 : Ratus et ses amis CP, Cahier d'expression n° 1
- 1997 : Ratus et ses amis CP, Cahier d'expression n° 2
- 2003 : Le Cadeau de Mamie Ratus
- 2004 : Ratus à l'hôpital
- 2015 : Les Champignons de Ratus, Ratus chevalier vert, Ratus joue aux devinettes, Ratus et les puces savantes, Ratus et le monstre du lac, Ratus en ballon, Ratus court le marathon, Ratus champion de tennis, Ratus à la ferme, Ralette fait du judo, Les Mensonges de Ratus, Le Poney de Ralette, Ratus à l'école, La Cachette de Ralette, Ratus et la télévision, Le Robot de Ratus, La cabane de Ratus, Ratus, le trésor du pirate, Ratus raconte ses vacances, Ratus et le poisson fou, Un nouvel ami pour Ratus, Ratus chez le coiffeur, Ratus à l'école du cirque, Ratus et le sapin-cactus, Le Jeu vidéo de Ratus
- 2016 : Ratus aux sports d'hiver, Méthode de lecture syllabique Ratus et ses amis, Ratus à la fête des amoureux, Ralette reine du carnaval, Ratus, gare au sorcier, Ratus et l'œuf magique, Ralette reine de la magie, Les amoureux de Ralette, L'Anniversaire de Ratus, Ratus chez les cow-boys, Les Belles vacances de Ratus, Ratus fait du surf, Ratus et sa classe en voyage, Ratus et l'étrange maîtresse, Ratus écrit un livre, Ratus chez les robots, Ratus père Noël, Ratus et les fantômes de sa mamie
- 2017 : Ratus à Venise, Ratus se déguise, Ratus pique-nique, Drôle de Noël pour Ratus[7], Joyeux Noël Ralette[4]
- 2018 : La Grosse bêtise de Ratus[8]
- 2019 : Ratus sur la route des vacances[9]

### Séries disparues
- Les Histoires de toujours
- Super Mamie et la forêt interdite
- L'École de Mme Bégonia
- La Classe de 6e
- Achille, le robot de l'espace
- Les Imbattables
- Baptiste et Clara
- Les Enquêtes de Mistouflette
- Francette top-secrète
- Hors séries